# Thespis metae
Thespis metae är en bönsyrseart som beskrevs av Morgan Hebard 1922. Thespis metae ingår i släktet Thespis och familjen Thespidae. Inga underarter finns listade i Catalogue of Life.